# تخصيص الذاكرة العصبوني
تخصيص الذاكرة هي عملية تحديد مشابك وعصبونات معينة من الشبكة العصبية لتكون مسؤولة عن تخزين ذاكرة ما. على الرغم من وصول التنبيه إلى عصبونات عديدة، تنتج مجموعة فرعية فقط من هذه العصبونات اللدونة اللازمة لتشفير الذاكرة. يُطلق على انتقاء هذه المجموعة الفرعية من العصبونات مصطلح التخصيص العصبوني. بشكل مماثل، تنشّط مجموعة معينة من المدخلات العديد من المشابك، لكن تعمل آليات محددة على تحديد المشابك المسؤولة عن تشفير الذاكرة بالفعل، يُشار إلى هذه العملية بالتخصيص المشبكي. اكتشفت جينا جوسلين وزملاؤها في مختبر ألسينو ج. سيلفا تخصيص الذاكرة لأول مرة في اللوزة الدماغية الجانبية.
على المستوى العصبوني، تُعتبر الخلايا ذات المستويات الأعلى من الاستثارية (على سبيل المثال، أبطأ بعد فرط الاستقطاب) أكثر قابلية للعمل في تشكيل الذاكرة، وتوجد أدلة ملحوظة تشير إلى تدخل عامل النسخ الخلوي «سي آر إي بي» (بروتين ربط العناصر المستجيب لـ «إيه إم بّي» الدوري) في هذه العملية. تُعد المشابك المحددة على العصبونات المختارة أكثر قابلية للخضوع إلى تعزيز القوة المشبكية (المعروفة بمصطلح التأييد طويل الأمد «إل تي بّي»)، تشمل الآليات المقترحة المساهمة في التخصيص على المستوى المشبكي كلًا من التوسيم والالتقاط المشبكيين وتعنقد المشابك.

## الأبحاث الحالية والمستقبلية

### تكامل التخصيص العصبوني والتخصيص المشبكي
لم تدرس التجارب تفاعلات آليات التخصيص بين المستويات العصبونية والمشبكية بعد. من المرجح ارتباط فئتي العمليات نظرًا إلى العلاقة بين العصبونات والمشابك في الشبكة العصبونية. على سبيل المثال، يستلزم التوسيم والالتقاط المشبكيان المشتركان في التخصيص المشبكي تخصيص العصبونات التي تنتمي إليها تلك المشابك. علاوة على ذلك، تستطيع الاستثارية الزائدة في مجموعة عصبونية معينة التأثير على بعض التغصنات بشكل أكبر من غيرها، ما يؤدي إلى انحياز تخزين الذاكرة إلى المشابك في التغصنات ذات الاستثارية العالية. بشكل مماثل، على العصبونات المختارة التي تظهر استثارية متزايدة، يجب انتقاء مشابك محددة من أجل تخزين المعلومات في شكل لدونة مشبكية.
يشمل أحد جوانب التكامل الميتا لدونة، وكيفية تأثير الحصول على ذاكرة ما وتخزينها في الشبكة العصبية الحيوية وتغييرها لتؤثر بدورها على تخزين الذاكرة اللاحقة وخصائصها. اقتُرحت الاستثارية الخلوية كواحدة من الآليات المسؤولة عن الميتا لدونة غير المشبكية، أي تعديل اللدونة اللاحقة في العديد من المشابك المختلفة. يعمل «سي آر إي بي» من خلال رفع استثارية الخلية كما وُصف أعلاه، بالتالي تزداد احتمالية مشاركته في الميتا لدونة غير المشبكية. باستطاعة التوسيم والالتقاط المشبكيين، كما ذُكر في الأقسام أعلاه، التسبب في الحصول على ذاكرة ضعيفة (قادرة على تحفيز «إي-إل تي بّي» فقط)، التي من الممكن نسيانها، لكن يمكن تقويتها وتعزيز استقرارها عبر ذاكرة قوية (قادرة على تحفيز «إل-إل تي بّي»)، يمثل هذا شكلًا من أشكال اللدونة غير المشبكية.

### الأبحاث المستقبلية
على الرغم من البحث المكثف حول الآليات الفردية لتخصيص الذاكرة، لكن لا يوجد إلا عدد قليل من الدراسات التي تتناول تكامل هذه الآليات. من المقترح أن فهم تأثيرات الآليات الجزيئية والخلوية والجهازية لهذه العمليات قد يوضح كيفية تنسيقها وتكاملها خلال تشكيل الذاكرة. على سبيل المثال، يمكن لتحديد البروتينات المرتبطة باللدونة (بّي آر بّي إس) المشاركة في التوسيم والارتباط المشبكيين، بالإضافة إلى جزيئات «سي آر إي بي» المسايرة للتيار والمعاكسة له، المساعدة في الكشف عن التفاعلات المحتملة. تستلزم دراسة الأهمية الوظيفية لهذه الآليات أدوات قادرة على معالجة العمليات المشاركة في الآليات المقترحة وتصويرها بشكل مباشر في الوسط الحيوي. على سبيل المثال، من الممكن أن تنتج التفاعلات السلوكية المنسوبة إلى التوسيم والالتقاط المشبكيين عن الزيادات المعتمدة على التخلق البروتيني للمعدلات العصبية مثل الدوبامين عوضًا عن آليات التوسيم المشبكي. يستطيع اختبار التأثيرات السلوكية تحت المعالجة المباشرة المساعدة في استبعاد هذه الأسباب المحتملة الأخرى.